# Sortir du nucléaire (Canada)
Pour les articles homonymes, voir Sortir du nucléaire.
Sortir du nucléaire (SN), anciennement Campagne contre l'expansion du nucléaire (en anglais, Campaign for Nuclear Phaseout, CNP)  est une fédération d'organisations canadiennes anti-nucléaires. 
La charte de SN a été signée par plus de 300 groupes canadiens. Le bureau national de SN est situé à Ottawa en Ontario.